# Monument a la Sardana (Dosrrius)
El Monument a la Sardana de Dosrius es troba a la Plaça de la Germandat de Sant Josep de Canyamars, Dosrius (Maresme).

## Descripció
És un monument aïllat situat a l'extrem nord-oest de la plaça. Està format per una gran pedra de granit de la zona, decorada amb tres figures de ferro encastades a la part superior, que simbolitzen uns balladors de sardanes. A la part inferior de la pedra hi ha un plafó rectangular en baix relleu, gravat amb la següent inscripció: "CANYAMARS A LA SARDANA / 1958-1982".

## Història
Aquest monument és un homenatge al tradicional Aplec de Muntanya de Canyamars, que es celebra al nucli de població des de l'any 1958.